# Wilhelm Fryderyk Wirtemberski
Wilhelm Fryderyk Filip Wirtemberski (ur. 27 grudnia 1761 w Szczecinie; zm. 10 sierpnia 1830 w Kernen im Remstal) – książę wirtemberski, minister wojny.

## Życiorys
Książę Wilhelm był czwartym synem księcia Fryderyka Eugeniusza i Fryderyki Doroty Zofii Brandenburg-Schwedt, córki Fryderyka Wilhelma Brandenburg-Schwedt i jego żony Zofii Doroty, księżniczki pruskiej, siostry Fryderyka II Wielkiego.
W 1779 roku rozpoczął służbę w duńskiej armii i awansował do stopnia pułkownika. Od 1781 roku dowodził pułkiem. W 1783 awansował na generała majora a w 1795 roku na generała porucznika. W czasie objęcia tronu przez brata Fryderyka I, który 1 stycznia 1806  roku został królem Wirtembergii, książę został wirtemberskim ministrem wojny. Po zakończeniu czynnej służby prowadził badania naukowe i praktykował jako lekarz. W 1817 roku na Uniwersytecie w Tybindze otrzymał doktorat honorowy z medycyny.

## Odznaczenia
- Krzyż Wielki Orderu Korony (Wirtembergia)[1]
- Krzyż Wielki Orderu Zasługi Wojskowej (Wirtembergia)[1]
- Krzyż Wielki Orderu Legii Honorowej (Francja)[1]
- Order Słonia (Dania)[1]

## Małżeństwo i rodzina
Dnia 23 sierpnia 1800 roku ożenił się z hrabiną Dorotą Fryderyką Rhodis von Tunderfeld, córką barona Karola Augusta Wilhelma von Tunderfeld-Rhodis. Małżeństwo nie było dynastyczne. W imieniu swoich przyszłych potomków książę zrzekł się 1 sierpnia 1801 roku praw do tronu Wirtembergii. Żonie oraz potomkom przysługiwał tytuł hrabiowski. Para miała sześcioro dzieci:
- Aleksandra (1801-1844)
- Fryderyka (1805-1808)
- Wilhelma (1810-1869)
- Augusta (1811-1812)
- Konstantego (1814-1824)
- Marię (1815-1866)

## Genealogia
| Prapradziadkowie                                               | książę Wirtembergii Eberhard III Wirtemberski (1614-1674) ∞1637 Anna Katarzyna von Salm-Kyrburg (1614-1655)       | margraf Brandenburgii-Ansbach Albrecht II Hohenzollern (1620-1667) ∞1651 Zofia Małgorzata von Oettingen-Oettingen (1634-1664) | Eugeniusz von Thurn und Taxis (1652-1714) ∞1678 Anna von Fürstenberg-Heiligenberg (1659-1701)                     | Ferdynand August von Lobkowicz (1655–1715) ∞1680 Maria Anna Badeńska(1655-1701)                                   | elektor Brandenburgii Fryderyk Wilhelm I Hohenzollern (1620-1688) ∞1668 Dorota Zofia von Schleswig-Holstein-Sonderburg-Glücksburg (1636-1689) | Jan Jerzy von Anhalt-Dessau (1627-1693) ∞1659 Henriette Katarzyna von Oranien-Nassau (1637-1708)               | król w Prusach Fryderyk I Hohenzollern (1657-1713) ∞1684 Zofia Charlotta Hanowerska (1668-1705)                | król Wielkiej Brytanii Jerzy I Hanowerski (1660-1727) ∞1682 Zofia Dorota Welf (1666-1726)                      |
| Pradziadkowie                                                  | Fryderyk Wirtemberski (1652-1698) ∞1682 Eleonora Juliana Hohenzollern (1663-1724)                                 | Fryderyk Wirtemberski (1652-1698) ∞1682 Eleonora Juliana Hohenzollern (1663-1724)                                             | Anzelm Franciszek von Thurn und Taxis (1681-1739) ∞ Maria Ludwika von Lobkowicz (1683-1750)                       | Anzelm Franciszek von Thurn und Taxis (1681-1739) ∞ Maria Ludwika von Lobkowicz (1683-1750)                       | Filip Wilhelm Hohenzollern (1669-1711) ∞1699 Joanna Charlotta von Anhalt-Dessau (1682-1750)                                                   | Filip Wilhelm Hohenzollern (1669-1711) ∞1699 Joanna Charlotta von Anhalt-Dessau (1682-1750)                    | król w Prusach Fryderyk Wilhelm I Hohenzollern (1707-1752) ∞1706 Zofia Dorota Hanowerska (1687-1757)           | król w Prusach Fryderyk Wilhelm I Hohenzollern (1707-1752) ∞1706 Zofia Dorota Hanowerska (1687-1757)           |
| Dziadkowie                                                     | książę Wirtembergii Karol Aleksander Wirtemberski (1684-1737) ∞1727 Maria Augusta von Thurn und Taxis (1706–1756) | książę Wirtembergii Karol Aleksander Wirtemberski (1684-1737) ∞1727 Maria Augusta von Thurn und Taxis (1706–1756)             | książę Wirtembergii Karol Aleksander Wirtemberski (1684-1737) ∞1727 Maria Augusta von Thurn und Taxis (1706–1756) | książę Wirtembergii Karol Aleksander Wirtemberski (1684-1737) ∞1727 Maria Augusta von Thurn und Taxis (1706–1756) | Fryderyk Wilhelm Hohenzollern (1700-1771) ∞1734 Zofia Dorota Hohenzollern (1719-1765)                                                         | Fryderyk Wilhelm Hohenzollern (1700-1771) ∞1734 Zofia Dorota Hohenzollern (1719-1765)                          | Fryderyk Wilhelm Hohenzollern (1700-1771) ∞1734 Zofia Dorota Hohenzollern (1719-1765)                          | Fryderyk Wilhelm Hohenzollern (1700-1771) ∞1734 Zofia Dorota Hohenzollern (1719-1765)                          |
| Rodzice                                                        | książę Wirtembergii Fryderyk Eugeniusz Wirtemberski (1732-1797) ∞1753 Fryderyk Dorota Hohenzollern (1736-1798)    | książę Wirtembergii Fryderyk Eugeniusz Wirtemberski (1732-1797) ∞1753 Fryderyk Dorota Hohenzollern (1736-1798)                | książę Wirtembergii Fryderyk Eugeniusz Wirtemberski (1732-1797) ∞1753 Fryderyk Dorota Hohenzollern (1736-1798)    | książę Wirtembergii Fryderyk Eugeniusz Wirtemberski (1732-1797) ∞1753 Fryderyk Dorota Hohenzollern (1736-1798)    | książę Wirtembergii Fryderyk Eugeniusz Wirtemberski (1732-1797) ∞1753 Fryderyk Dorota Hohenzollern (1736-1798)                                | książę Wirtembergii Fryderyk Eugeniusz Wirtemberski (1732-1797) ∞1753 Fryderyk Dorota Hohenzollern (1736-1798) | książę Wirtembergii Fryderyk Eugeniusz Wirtemberski (1732-1797) ∞1753 Fryderyk Dorota Hohenzollern (1736-1798) | książę Wirtembergii Fryderyk Eugeniusz Wirtemberski (1732-1797) ∞1753 Fryderyk Dorota Hohenzollern (1736-1798) |
| Wilhelm Fryderyk Wirtemberski (1761-1830), Książę Wirtembergii | | | | | | | | |